# Liste der Wappen im Landkreis Oberspreewald-Lausitz
Diese Liste zeigt die Wappen der Ämter, Städte und Gemeinden sowie Wappen von ehemals selbständigen Gemeinden und aufgelösten Landkreisen im Landkreis Oberspreewald-Lausitz in Brandenburg.  Den Ortsnamen ist in Klammern die jeweilige Bezeichnung in sorbischer Sprache nachgestellt.
| Landkreis (wokrejs)                        | Wappen | Kommentare |
| ------------------------------------------ | ------ | --- |
| Oberspreewald-Lausitz (Górne Błota-Łužyca) |        | Genehmigt am 25. November 1994 durch den Innenminister des Landes Brandenburg. „Geteilt von Silber und Blau, oben ein unbewehrter schreitender roter Stier mit über den Rücken geschlagenem Schweif, unten eine dreigezinnte goldene Mauer, belegt mit einem goldenen Schild, darin ein aufrechter schwarzer Löwe.“ |

## Ämter
| Amt (amt)                 | Wappen | Kommentare |
| ------------------------- | ------ | --- |
| Altdöbern (Stara Darbnja) |        | Beschlossen vom Amtsausschuss des Amtes Altdöbern am 17. September 2008, genehmigt am 25. September 2008 durch den Innenminister des Landes Brandenburg: „Unter einem wellenförmig blau-silbern geteilten Schildhaupt in Schwarz ein silbernes Schaufelrad, dessen vier schräggekreuzte Speichen von einem Herzschild überdeckt sind (in Blau schräggekreuzt zwei silberne Hämmer).“ |
| Ortrand (Wótrań)          |        | Das Amt Ortrand führt kein eigenes Wappen. „Das Wappen des Amtes ist das Landeswappen. Das Landeswappen ist der rote märkische Adler auf weißem Feld.“ |
| Ruhland (Rólany)          |        | Genehmigt am 14. Juli 1994 durch den Innenminister des Landes Brandenburg: „Durch Wellenschnitt von Silber und Blau schräglinks geteilter Schild, oben drei ungleiche grüne Nadelbäume, unten eine goldene Kirche mit barocker Tumhaube und schwarzen Spitzbogenfenstern.“ |

## Städte und Gemeinden
Folgende Gemeinden führen kein Wappen:
| - Bronkow - Frauendorf - Großkmehlen - Grünewald (niedersorbisch: Zeleny Gozd, obersorbisch: Zeleny Hózd) | - Guteborn (Wudwor) - Hermsdorf (Hermanecy) - Hohenbocka (Bukow) - Kroppen (Kropnja) | - Luckaitztal (Stara golnikarnja) - Neu-Seeland (Nowa Jazorina) - Schwarzbach (Čorna Woda) |

| Stadt oder Gemeinde                      | Wappen | Kommentare |
| ---------------------------------------- | ------ | --- |
| Altdöbern (Stara Darbnja)                |        | Genehmigt am 27. Februar 2006 durch den Innenminister des Landes Brandenburg: „Gespalten von Blau und Silber, vorne ein silberner Papierbogen, belegt mit einer blau gesäumten goldenen Lilie; hinten drei rote Schrägrechtsbalken.“ |
| Stadt Calau (Kalawa)                     |        | Genehmigt am 15. Dezember 1992 durch den Innenminister des Landes Brandenburg: „In Silber eine rote Burg, mit bezinntem und gequadertem Mauerwerk sowie mit offenem schwarzem Tor und hochgezogenem goldenem Fallgitter. Die zwei bezinnten runden Türme sind mit spitzen blauen goldbeknauften Helmen und einem schwarzen Fenster versehen. Zwischen den Türmen schwebt ein von Gold und Blau geteilter Schild, oben wachsend ein schwarzer beschwänzter Löwe mit roter Zunge und Bewehrung, unten drei (2:1) sechsstrahlige silberne Sterne.“ |
| Stadt Großräschen (Rań)                  |        | Der Innenminister des Landes Brandenburg genehmigte am 12. April 2002 der Stadt Großräschen, anstelle des tradierten Stadtwappens in Rechtsnachfolge das Wappen des zum 31. Dezember 2001 aufgelösten Amtes Großräschen fortzuführen: „Schräg gevierteilt von Rot und Silber; oben eine wachsende silberne Harke mit sieben Zinken; links ein aufrechter schwarzer Buchenzweig mit acht Blättern, rechts gekreuzte schwarze Schlägel und Eisen, unten drei zu einem Dreischenkel zusammengestellte silberne Hufeisen.“                          |
| Stadt Lauchhammer (Łuchow)               |        | Genehmigt am 6. April 1992 durch den Innenminister des Landes Brandenburg: „In einem geteilten und oben gespaltenen Schild vorn in Rot einen links-gewendeten, hersehenden silbernen Löwen (Leopard), hinten in Grün einen wachsenden natürlichen Eremiten in silberner Kutte, in der Linken einen goldenen Rosenkranz, in der Rechten eine silberne Grabhacke mit natürlichem Stil haltend, begleitet beiderseits von drei goldenen Ähren. Im unteren goldenen Feld befindet sich ein schwarzes Hammerwerk.“                                   |
| Lindenau (Lipina)                        |        | Genehmigt am 2. März 2000 durch den Innenminister des Landes Brandenburg: „Unter blauem Zinnenschildhaupt in Gold eine blaue Wellenleiste überdeckt von dem Stamm ei-ner bewurzelten schwarzen Linde mit grünen Blättern.“ |
| Stadt Lübbenau/Spreewald (Lubnjow/Błota) |        | Genehmigt am 13. September 2001 durch den Innenminister des Landes Brandenburg: „In Blau ein schwimmender silberner Fisch zwischen drei (1:2 gestellten), sechsstrahligen, silbernen Sternen.“ |
| Neupetershain (Nowe Wiki)                |        | Genehmigt am 17. Mai 2006 durch den Innenminister des Landes Brandenburg: „Gespalten und schräglinksgeteilt von Rot und Gold; alles in verwechselten Farben: oben zwei schräglinke Glasmacherpfeifen, überdeckt im vorderen Feld von einem silbernen Glaskelch, unten eine schräglinke Sichel, deren silberne, nach oben zeigende Schneide eine Kornähre im hinteren Feld überdeckt.“ |
| Stadt Ortrand (Wótrań)                   |        | Die Stadtverordnetenversammlung beschloss die Fortführung des historischen Wappens, die der Innenminister des Landes Brandenburg am 22. Mai 2012 genehmigte: „In Gold ein doppelt-geschwänzter schwarzer Löwe mit roter Bewehrung und Zunge.“ |
| Stadt Ruhland (Rólany)                   |        | Genehmigt am 10. November 1992 durch den Innenminister des Landes Brandenburg: „In Gold ein schwarzer doppelköpfiger Adler mit roter Zunge und Bewehrung, über ihm schwebend eine rotgefütterte goldene Krone.“ |
| Schipkau (Šejkow)                        |        | Genehmigt am 13. Februar 2004 durch den Innenminister des Landes Brandenburg: „In Silber ein abgeschnittener, S-förmiger grüner Hagebuttenzweig mit sechs roten Früchten, beseitet unten rechts von einem schräggekreuzten schwarzen Schlägel und Eisen, oben links von einer nach rechts wehenden, schwarz-silbern geschachten Fahne.“ |
| Stadt Schwarzheide (Carny Gózd)          |        | Genehmigt am 25. Oktober 1993 durch den Innenminister des Landes Brandenburg: „Schräg geteilt durch Wellenschnitt von Silber über Schwarz. Vorn ein silberner zum Schildrand aufgebogener Heidekrautblütenstengel mit drei senkrechten Blätterstengeln. Hinten ein schwarzer, steigender, widersehender Fischotter mit einem linkshin gebogenen blauen Fisch im Maul.“ |
| Kreisstadt Senftenberg (Zły Komorow)     |        | Genehmigt am 21. Januar 2002 durch den Innenminister des Landes Brandenburg: „Geviert von Silber und Rot; 1: schräggekreuzt ein schwarzer Schlägel und ein schwarzes Eisen, 4: eine nach links wehende rote Fahne.“ |
| Tettau (Ćětowa)                          |        | Genehmigt am 14. März 1996 durch den Innenminister des Landes Brandenburg: „In Blau eine goldene Spitze, darin zwei blaue Wellenbalken überhöht von einem blauen Wassertropfen.“ |
| Stadt Vetschau/Spreewald (Wětošow/Błota) |        | Das heutige Wappen der Stadt Vetschau wurde durch den römisch-deutschen König Ferdinand I. auf dem „geharnischten Reichstag“ zu Augsburg 1548 verliehen. Der Innenminister des Landes Brandenburg bestätigte am 3. Mai 1993 die Fortführung des Wappens: „Gespalten, vorn in Rot ein aufgerichteter, nach links gewendeter silberner Windhund mit goldenem Halsband, hinten blau-silbern geschacht.“ |

## Historische Wappen

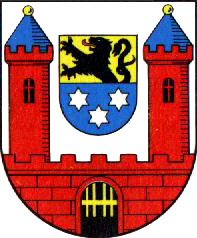
Stadt Calau
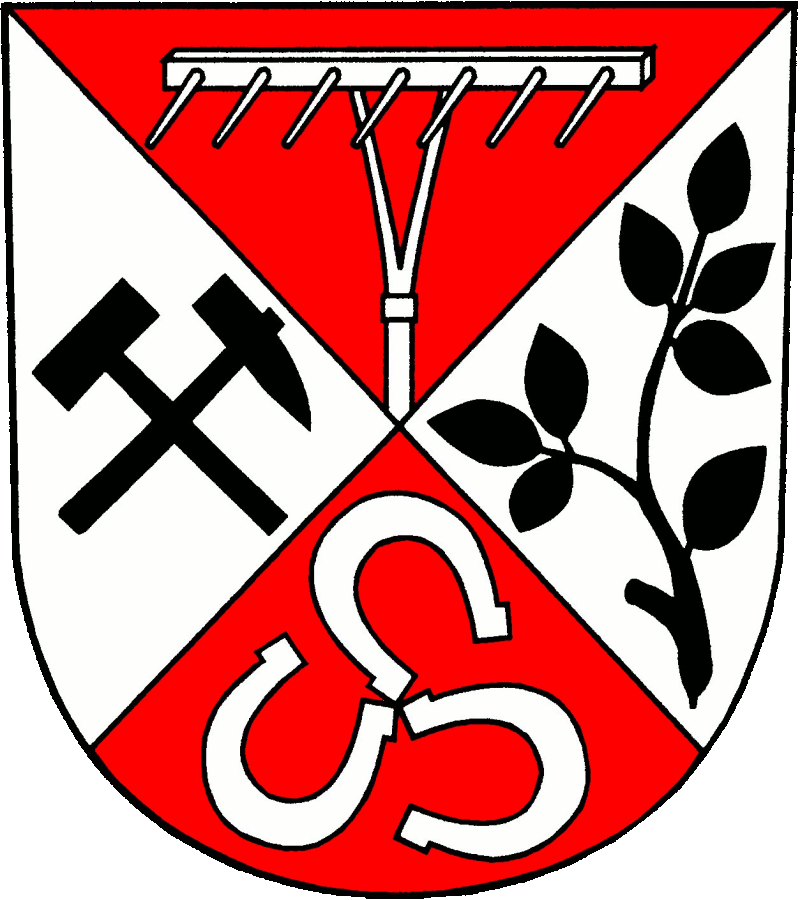
Amt Großräschen bis 2001
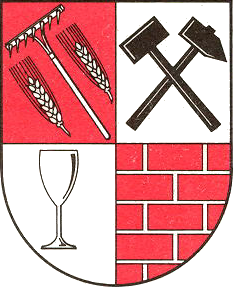
Stadt Großräschen bis 2001
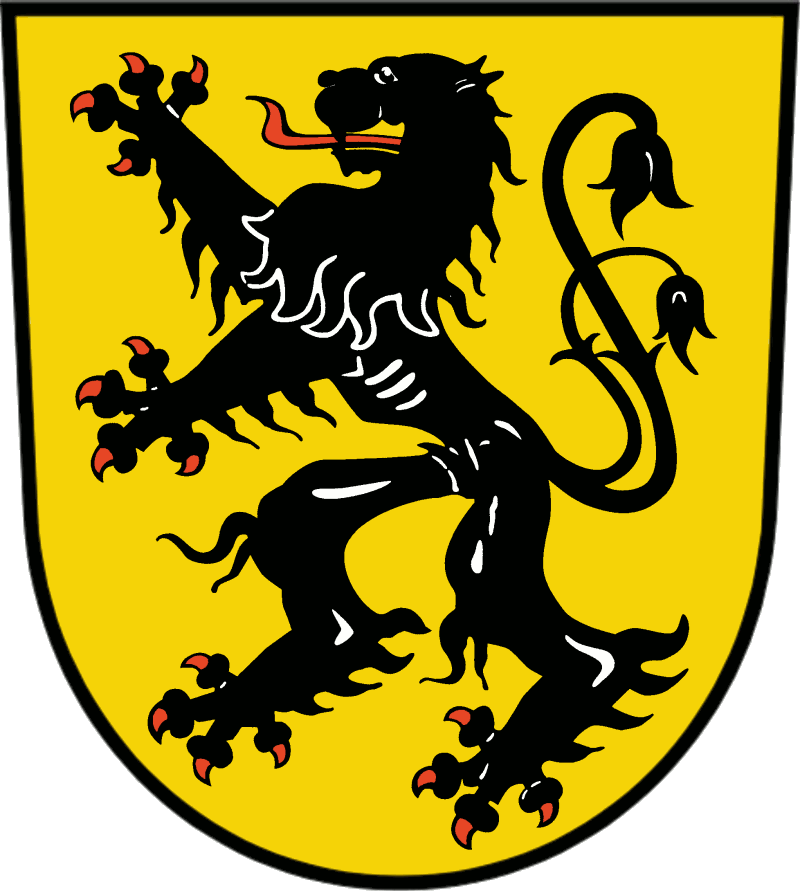
Stadt Ortrand
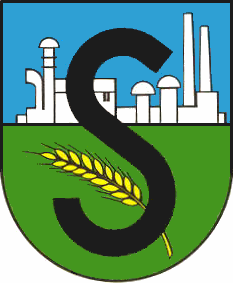
Stadt Schwarzheide 1967–1993
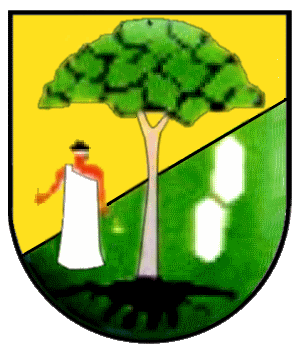
Gemeinde Hohenbocka